# Sulfeto de cobre(I)

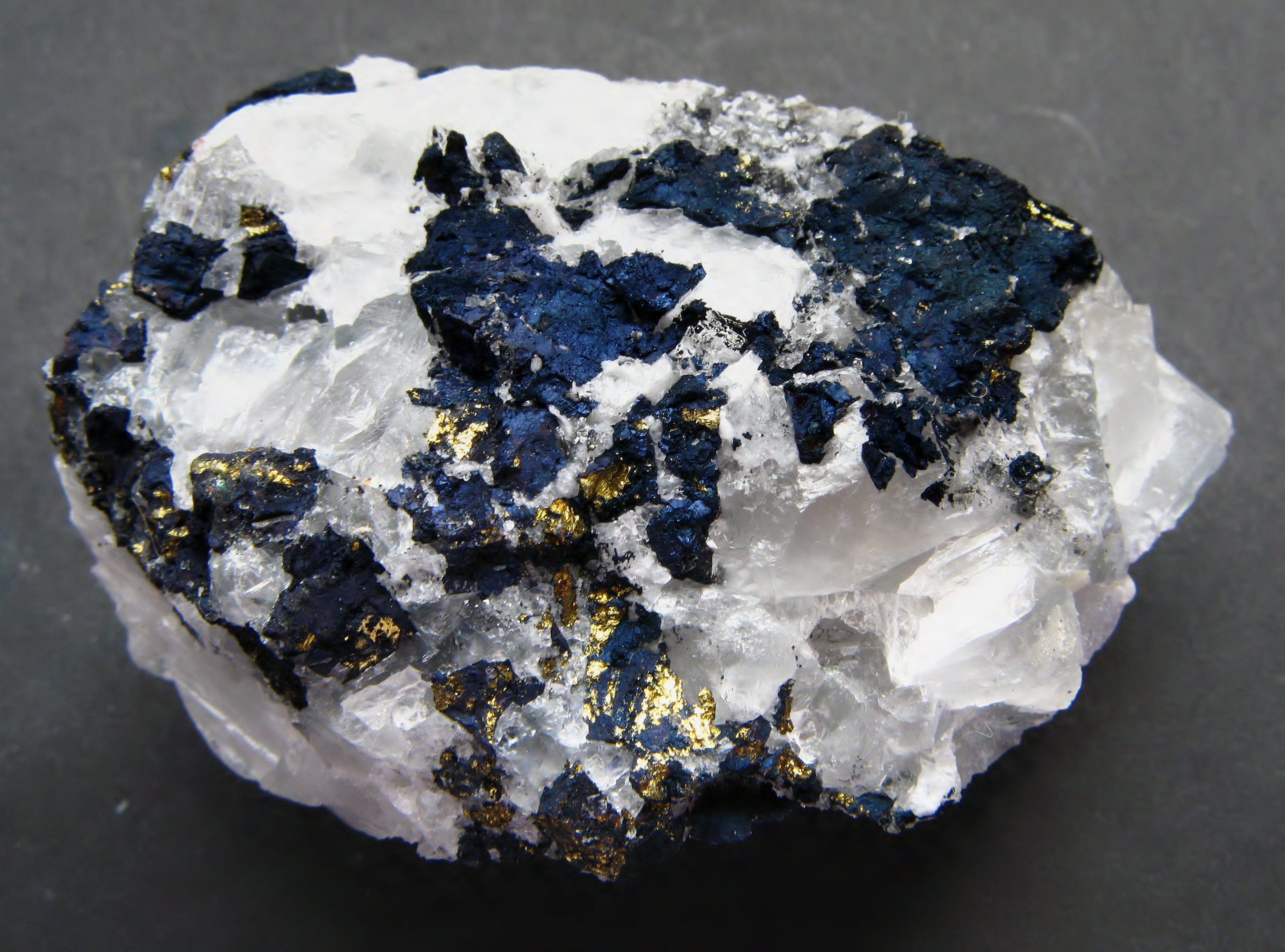
Covelita,um dos minerais de sulfeto de cobre,foi extraído da floresta negra, Alemanha.

Sulfeto de cobre descreve uma família de compostos químicos e minerais com a fórmula CuxSy. Alguns minérios de sulfeto de cobre são importantes economicamente.
Incluem-se dentre os minerais mais importantes de cobre o Cu2S (calcocita) e o CuS (covelita). Na indústria mineradora, os minerais bornita ou calcopirita, que consistem em uma mistura de sulfetos de cobre e ferro, são frequentemente referidos como "sulfetos de cobre". Na Química, o sulfeto de cobre é qualquer composto químico que contenha somente cobre e enxofre. Sulfetos de cobre variam bastante a sua composição com 0.5 ≤ Cu/S ≤ 2, incluindo compostos não estequiométricos.

## Sulfetos de cobre conhecidos
Abaixo serão listados os minerais que possuem somente cobre e enxofre e que são encontrados na natureza.
- CuS, covelita[1], sulfeto de cobre (II)
- Cu9S8 (Cu1.12S), yarrowita[2]
- Cu39S28 (Cu1.39S) spionkopita[2]
- Cu8S5 (Cu1.6S), geerita[3]
- Cu7S4 (Cu1.75S), anilita[1]
- Cu9S5 (Cu1.8S), digenita[1]
- Cu31S16 (Cu1.96S), djurleita[1]
- Cu2S, calcocita[1]
- CuS2, villamaninita[1] or (Cu,Ni,Co,Fe)S2[4]

Provavelmente ainda existam mais minerais a serem descobertos. Um exemplo disso é a investigação da blaubleibender covellite formada pela lixiviação da covelita. Através desta investigação há indícios que existam outras fases metaestáveis de Cu-S a serem caracterizadas.

## Classes de sulfetos de cobre
Sulfetos de cobre podem ser classificados nos seguintes grupos:
Monossulfetos, 1.6 ≤ Cu/S ≤ 2: suas estruturas cristalinas consistem em ânions de sulfetos isolados que formam retículos ou de empacotamento compacto ou de sistema cúbico, ambos sem qualquer ligação S-S. Os íons de cobre são distribuídos de forma complexa pelos espaços intersticiais, onde a coordenação pode variar entre a trigonal e a tetraédrica distorcida. Os íons de cobre são bastante móveis dentro do retículo, portanto, esse grupo de sulfetos de cobre apresenta condutividade iônica em temperaturas pouco elevadas. Além disso, a maioria dos compostos são semicondutores.
Monossulfetos e dissulfetos misturados são compostos de cobre contendo os ânions monossulfeto (S2−) e dissulfeto (S2)n−. Suas estruturas cristalinas consistem, geralmente, em camadas hexagonais de monossulfeto além de ânions de dissulfeto com cátions de cobre nos interstícios trigonais e tetraédricos. O CuS, por exemplo, pode ser escrito como Cu3(S2)S. Muitos compostos não estequiométricos com parcelas de Cu:S entre 1,0 e 1,4 também contêm íons de monossulfeto assim como os de dissulfeto. Dependendo da sua composição, estes sulfetos de cobre podem também ser semicondutores ou condutores metálicos.
Em pressões muito altas, um dissulfeto de cobre, CuS2 pode ser sintetizado.  A estrutura desse cristal é análoga à da pirita, com todos os átomos de enxofre ocorrendo como unidades S-S. O dissulfeto de cobre é um condutor metálico devido à ocupação incompleta da banda p do enxofre. Podem ser obtidas diferentes composições estequiométricas através da criação de uma atmosfera controlada. [6]

## Estados de oxidação do cobre e do enxofre
A ligação entre o cobre e o enxofre não pode ser corretamente descrita em termos de um simples estado de oxidação formal. Isso porque as ligações Cu-S são um pouco covalentes ao invés de serem puramente iônicas, devido a um alto grau de deslocalização de elétrons que resulta em uma complexa estrutura eletrônica de bandas.
Muitos livros (ex.) dão a fórmula de valência (Cu+)2(Cu2+)(S2–)(S2)2– para CuS.
Análises de  espectroscopia fotoelétrica de raios X evidenciam que, em termos de um estado de oxidação simples, todos  os sulfetos de cobre conhecidos devem ser considerados como  compostos de cobre puramente monovalentes, mais apropriadamente as fórmulas devem ser (Cu+)3(S2–)(S2)– ,para CuS, e (Cu+)(S2)− para CuS2. Mais uma evidência dessa característica é o "buraco de valência". O comprimento de onda  da ligação S-S deve ser, para as unidades S2, significativamente menores no CuS (0.207 nm) e no CuS2 (0.203 nm) do que o comprimento "clássico" do dissulfeto Fe2+(S2)2− (0.218 nm). Essa diferença de comprimento tem sido atribuída às ligações de ordens mais altas (S-S)− comparadas às de (S-S)2−, devido aos elétrons que foram removidos do orbital antiligante π*.. Estudos de ressonância magnética nuclear (RMN) no CuS mostram que existem dois tipos de átomos de cobres distintos, um com natureza mais metálica do que o outro. Essa aparente discrepância com o raio X,simplesmente, destaca o problema que o RMN atribui ao cobre um estado de oxidação de um composto de valência múltipla. O ponto controverso da valência do cobre em sulfetos continua a ser revisado na literatura.